# Brockhampton (Band)
Brockhampton (stilisiert als BROCKHAMPTON) war ein US-amerikanisches Hip-Hop-Kollektiv. Die von Kevin Abstract in Texas gegründete und bald in Los Angeles beheimatete Gruppe bestand aus insgesamt 13 Mitgliedern, darunter mehrere Rapper und Produzenten sowie Grafik- und Effektkünstler. 2018 gelang der selbsternannten Boyband, die sich darüber hinaus als autonomes Enterprise verstand, mit ihrem vierten Studioalbum innerhalb weniger Monate der kommerzielle Durchbruch. Ihr Major-Label-Debüt Iridescence erschien bei RCA Records und erreichte Platz eins der Billboard-Charts, in denen es sich drei Wochen hielt.
Im Januar 2022 gab Brockhampton bekannt, dass ihr im April anstehender Auftritt auf dem Coachella-Festival ihr letztes gemeinsames Konzert sein und die Gruppe auf unbestimmte Zeit eine Auszeit nehmen würde.

## Bandgeschichte

### Formation undAll-American Trash
Brockhampton entstanden aus einem Thread auf der Kanye-West-Fansite KanyeToThe.com heraus. Der aus Corpus Christi stammende Clifford Ian Simpson alias Kevin Abstract (* 1996) postete 2012 den Text „Anyone wanna make a band?“ und scharte daraufhin ein rund 40-köpfiges Kollektiv von Musikenthusiasten um sich, das sich den Namen AliveSinceForever gab. 2013 erschien online eine selbstbetitelte EP. Im folgenden Jahr benannte der mittlerweile als Solokünstler aktive Abstract die Gruppe nach seiner ehemaligen Wohnstraße in Brockhampton um. Die erste konkrete Besetzung mit Mitgliedern aus verschiedenen US-Staaten, Nordirland und Grenada traf am Neujahrstag 2015 in San Marcos zusammen. Kurz darauf veröffentlichten Brockhampton ihre Debütsingle Bet I. Mitte des Jahres gewannen sie die VFILE Loud! Talentsuche und brachten via Fool’s Gold Records die Single Dirt und im März 2016 unter dem Titel All-American Trash schließlich ihr erstes Mixtape heraus.

### Saturation-Trilogie
Die aus mehr als einem Dutzend Mitgliedern bestehende Gruppe übersiedelte nach Los Angeles, wo sie sich ein Haus teilt. Noch bevor sie irgendwelche Songs aufgenommen hatten, kündigten Brockhampton via sozialer Medien ihr Debütalbum Saturation an. Eine bereits 2016 während der Solotournee von Kevin Abstract produzierte TV-Show namens American Boyband wurde im Juni 2017 zum Erscheinungstermin des Albums ausgestrahlt. Das vollständig autonom produzierte Album entstand in nur drei Wochen. Die sieben Bühnenkünstler rappten bzw. sangen ihre Verse abwechselnd in ein Mikrofon in einem Schlafzimmer ein, wie es im Making-of des Saturation-Boxsets zu sehen ist.
Entgegen den ursprünglichen Plänen wurde aus Saturation eine Trilogie. Nur zehn Wochen nach Veröffentlichung des ersten Teils feierten Brockhampton mit Saturation II ihren ersten Charterfolg. Das Album stieg auf Platz 57 der Billboard 200 und erhielt wie schon sein Vorgänger gute Kritiken.
Nachdem die Band 2017 mindestens 14 Musikvideos produziert und ihren Bekanntheitsgrad durch intensive Online-Präsenz hatte steigern können, erschien im Dezember – innerhalb eines guten halben Jahres – der dritte und letzte Teil der Albumtrilogie. Das wiederum in nur drei Wochen eingespielte Saturation III erreichte Platz 15 der Billboard 200 und verlieh Brockhampton weiteren Auftrieb. Anfang des Jahres 2018 hatte die Gruppe einen Auftritt in der Neuauflage der MTV-Show Total Request Live, bei dem die blau angemalten Mitglieder in orangen Jumpsuits aus einem schwarzen Van auf den Times Square springen und vor jubelndem Publikum ihren Song Boogie zum Besten geben.

### Iridescence
Schon im Dezember 2017 hatten Brockhampton in einem Online-Statement ihr viertes Studioalbum Team Effort verlautbaren lassen. Kurz vor dem geplanten Erscheinungstermin im folgenden März kündigte man jedoch eine Verschiebung an: „Team Effort was scheduled to be released next week, but we spoke to God and She told us to save the album for another time“. Wenige Tage später wurde bekannt, dass Brockhampton einen Plattenvertrag mit RCA Records über 15 Millionen Dollar unterschrieben hatten.
Im Mai 2018 wurde die Veröffentlichung mit dem Arbeitstitel Puppy erneut in Aussicht gestellt. Aufgrund des Ausschlusses von Gründungsmitglied Ameer Vann verzögerte sich der Termin jedoch erneut. Dem 21-jährigen Rapper, der als Covergesicht der Saturation-Trilogie besondere Bekanntheit erlangt hatte, wurde von verschiedenen Frauen sexuelles Fehlverhalten vorgeworfen. Eine Ex-Freundin bezeichnete ihn als „emotional manipulativ“ und „psychisch misshandelnd“ und warf ihm eine Beziehung mit einer Minderjährigen vor, was er abstritt. Die Band entschuldigte sich für Vanns Verhalten und sagte die verbleibenden Auftritte ihrer US-Tournee ab.
Nachdem Brockhampton im Juni mit ihrem Lied Tonya erstmals in der Tonight Show aufgetreten waren, ließen sie im August ihre erste Europatournee mit Konzertstopps in Skandinavien, Deutschland und England folgen.
Das RCA-Debütalbum wurde in den Londoner Abbey Road Studios und auf Hawaii aufgenommen und erhielt schließlich den Titel Iridescence. Es soll Teil einer weiteren Trilogie mit dem Namen The Best Years of Our Lives sein und erreichte im September 2018 auf Anhieb Platz eins der Billboard Charts. Allein in der ersten Woche verkaufte es sich landesweit über 100.000 mal. Ende des Jahres wurde der Track Boogie im Weihnachtsfilm Der Grinch verwendet.
Anfang 2019 wurden Brockhampton für einen BRIT Award in der Kategorie Gruppe international nominiert.

### GingerundRoadrunner
Im Lauf des folgenden Sommers veröffentlichten Brockhampton drei Singles und am 23. August 2019 schließlich ihr fünftes Studioalbum Ginger. Kevin Abstract verglich den Sound des Albums im Vorfeld seines Erscheinens mit dem OutKast-Hit Hey Ya! und meinte, man wolle damit ernsthafte Texte mit tanzbaren Songs verbinden. Die fünfte und letzte Single-Auskopplung Sugar erreichte Platz 66 der Billboard Hot 100 und Platz 58 der britischen Singlecharts und wurde in den USA mit Doppelplatin ausgezeichnet.
Nachdem sie während der COVID-19-Pandemie vor allem in den sozialen Medien präsent gewesen war, veröffentlichte die Gruppe am 9. April 2021 das Album Roadrunner: New Light, New Machine. Dieses sechste Studioalbum konnte trotz guter Kritiken in den englischsprachigen Ländern nicht ganz an den Erfolg der Vorgängerwerke anknüpfen. Auch konnte sich die gemeinsam mit Danny Brown aufgenommene Leadsingle Buzzcut nicht in den Charts klassieren.
Am 14. Januar 2022 verkündeten Brockhampton via Twitter eine Auszeit unbestimmter Dauer im Anschluss an den geplanten Auftritt auf dem Coachella-Festival im April.

## Mitglieder
| Name                                   | Herkunft             | Aufgabe                     |
| -------------------------------------- | -------------------- | --------------------------- |
| Kevin Abstract (Clifford Ian Simpson)  | Corpus Christi       | Rap, Gesang, Produktion     |
| Matt Champion                          | The Woodlands        | Rap, Gesang                 |
| Merlyn Wood                            | Austin               | Rap                         |
| Dom McLennon (Dominic Michael Simpson) | Hartford             | Rap                         |
| Joba (Russell Boring)                  | Houston              | Rap, Gesang, Produktion     |
| bearface. (Ciarán Ruaridh McDonald)    | Belfast (Nordirland) | Gesang, Gitarre, Produktion |
| Romil Hemnani                          | South Windsor        | Produktion, DJ              |
| Jabari Manwa                           | Grenada              | Produktion (Q3)             |
| Kiko Merley                            | Jacksonville         | Produktion (Q3)             |
| HK (Henock Sileshi)                    | Jacksonville         | Kreativdirektion            |
| Robert „Roberto“ Ontenient             | Miami                | Webdesign                   |
| Jon Nunes                              | Vereinigte Staaten   | Management                  |
| Ashlan Grey                            | Glen Rose            | Fotografie                  |
| Ameer Vann1)                           | Houston              | Rap                         |

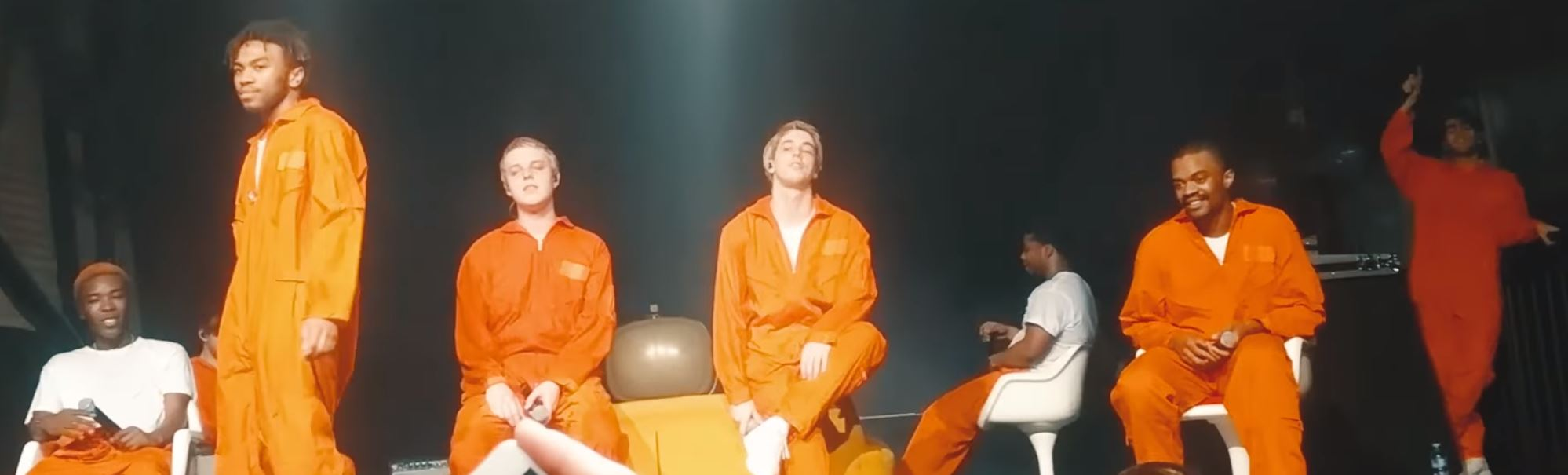
Ein Teil der Gruppe bei einem Konzert in Minneapolis (2018): Merlyn Wood, Kevin Abstract, Joba, Matt Champion, Dom McLennon, Ameer Vann und Romil Hemnani (von links)

1) 2018 aus der Band ausgeschlossen.

## Stil

### Image
Brockhampton bezeichnen sich selbst als „All-American Boyband“ oder „beste Boyband seit One Direction“. Mit der Verwendung des Boyband-Begriffs will man eine Neudefinition desselben bewirken und sich musikalisch nicht auf Hip-Hop reduzieren lassen. Vor allem der DIY-Ethos der Gruppe mit selbstgeschriebenem und -produziertem Material unterscheidet sie deutlich von einer stereotypen Boyband. Medial werden Vergleiche mit den Rap-Kollektiven Odd Future und A$AP Mob gezogen, wenngleich die Mitglieder von Brockhampton weniger einheitlich und mehr auf ein gemeinsames Produkt fokussiert sind. Darüber hinaus werden auch die im Hintergrund wirkenden Nichtmusiker als vollwertige Bandmitglieder angesehen. Die Band versteht sich selbst nicht nur als musikalisch-künstlerisches Kollektiv, sondern auch als Enterprise im Stil von Paramount oder Apple und nutzt die neuen Medien intensiv zum Ausbau ihrer Fangemeinde.

“Brockhampton is a one-stop shop: a boyband and the enterprise that produces the boyband. It’s an artistic project with a horizon that exceeds music. For Brockhampton, the lines separating musician, media company, and film studio are just questions of will and ambition.”

„Brockhampton sind ein One-Stop-Shop: eine Boyband und das Enterprise, das sie produziert. Es ist ein Kunstprojekt mit einem Horizont, der Musik übersteigt. Für Brockhampton sind die Linien, die Musiker, Medienunternehmen und Filmstudio trennen, nur Fragen von Wille und Ambition.“

Ziel der aufstrebenden Popstars ist laut eigenen Angaben das Aufbrechen bestehender Normen sowie die Schaffung eines Vermächtnisses. Die Website Vulture.com nennt den Aufstieg von Brockhampton einen „Schichtwechsel“ innerhalb der Hip-Hop-Kultur.

### Musik und Videos

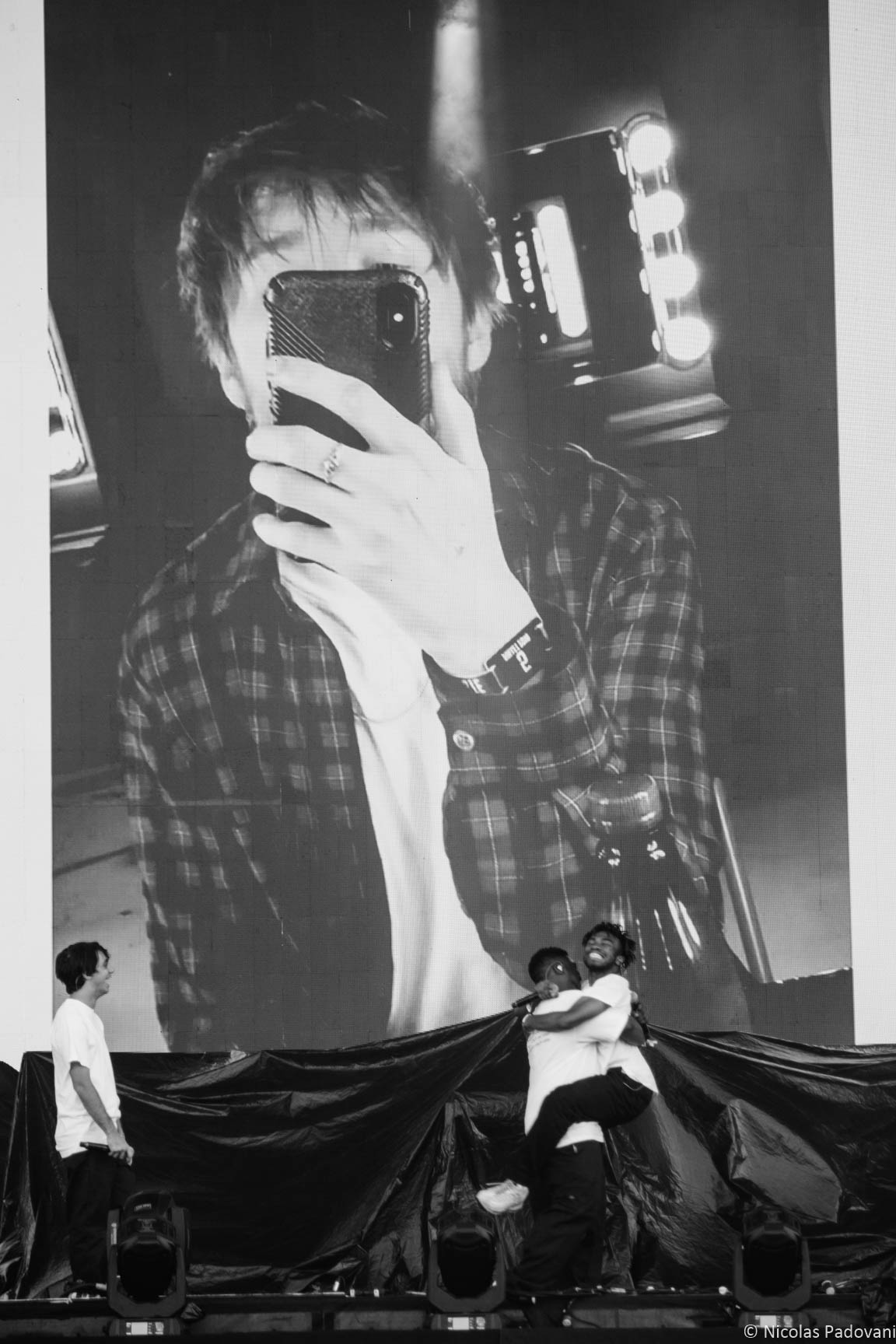
Leinwand mit einem Film von Kevin Doan während eines Konzerts

Die Gruppe lässt sich nur schwer einem einzelnen Musikstil zuordnen und wird vor allem mit den Genres Alternative Hip-Hop, Alternative R&B und Pop-Rap assoziiert. Aufgrund der unterschiedlichen musikalischen Hintergründe der Bandmitglieder – vier von ihnen spielten gemeinsam in einer Grungeband – fließen Einflüsse aus Pop, Rock und später auch Grime in das Werk ein. Die vielseitigen Texte behandeln insbesondere Themen des Erwachsenwerdens wie Anderssein und Selbstakzeptanz. Mastermind Kevin Abstract thematisiert offen seine Homosexualität, besonders explizit etwa im Song Junky, wo es heißt „Why you always rap about being gay? / ‘Cause not enough niggas rappin’ be gay / Where I come from, niggas get called ‘faggot’ and killed / So I’ma get head from a nigga right here.“ Sänger und Gitarrist Bearface alias Ciarán Ruaridh McDonald ist für seine Indie-Balladen bekannt, die jeweils den Schlusspunkt der drei Saturation-Alben setzen.
Ein wesentlicher Teil des künstlerischen Outputs sind die zahlreich produzierten Vlogs und Musikvideos, die Brockhampton auf ihrem YouTube-Kanal veröffentlichen. Die bunten Filme im 4:3-Format entstehen großteils in der Umgebung des Bandhauses in South Central Los Angeles und erinnern an MTV in seiner Hochphase. Sie beinhalten nicht selten absurde Elemente und zeigen die Bandmitglieder in blauer Körperbemalung und/oder orangen Jumpsuits, beim Performen oder beim Überfall auf einen Pfandleiher. Die Handlungsstränge knüpfen an die Kurzfilme Helmet Boy und Billy Star an. Webdesigner Robert „Roberto“ Ontenient ist auf einigen Skits und am Anfang vieler Videos in seiner spanischen Muttersprache zu hören („Me llamo Roberto“). Verantwortlich für die Entstehung der Musikvideos zeichnen Kevin Abstract (Regie), Ashlan Grey (Kamera) und Henock „HK“ Sileshi (Schnitt). Kreativassistent und App-Entwickler Kevin Doan verbringt die Live-Konzerte der Band oft im Pressegraben und streamt Handyaufnahmen des Publikums auf eine Leinwand hinter der Bühne.

## Diskografie

### Studioalben
| Jahr | Titel                              | Höchstplatzierung, Gesamtwochen, AuszeichnungChartplatzierungen (Jahr, Titel, Platzierungen, Wochen, Auszeichnungen, Anmerkungen) | Höchstplatzierung, Gesamtwochen, AuszeichnungChartplatzierungen (Jahr, Titel, Platzierungen, Wochen, Auszeichnungen, Anmerkungen) | Höchstplatzierung, Gesamtwochen, AuszeichnungChartplatzierungen (Jahr, Titel, Platzierungen, Wochen, Auszeichnungen, Anmerkungen) | Höchstplatzierung, Gesamtwochen, AuszeichnungChartplatzierungen (Jahr, Titel, Platzierungen, Wochen, Auszeichnungen, Anmerkungen) | Höchstplatzierung, Gesamtwochen, AuszeichnungChartplatzierungen (Jahr, Titel, Platzierungen, Wochen, Auszeichnungen, Anmerkungen) | Anmerkungen                                                                 |
| Jahr | Titel                              | AT | CH | UK | US | R&B | Anmerkungen                                                                 |
| ---- | ---------------------------------- | --- | --- | --- | --- | --- | --------------------------------------------------------------------------- |
| 2017 | Saturation                         | — | — | — | — | — | Erstveröffentlichung: 9. Juni 2017                                          |
| 2017 | Saturation II                      | — | — | — | US57 (1 Wo.)US | R&B34 (1 Wo.)R&B | Erstveröffentlichung: 25. August 2017                                       |
| 2017 | Saturation III                     | — | — | — | US15 (3 Wo.)US | R&B5 (1 Wo.)R&B | Erstveröffentlichung: 15. Dezember 2017                                     |
| 2018 | Iridescence                        | — | — | UK20 (2 Wo.)UK | US1 (3 Wo.)US | R&B1 (2 Wo.)R&B | Erstveröffentlichung: 21. September 2018 Verkäufe US (erste Woche): 101.000 |
| 2019 | Ginger                             | AT67 (1 Wo.)AT | — | UK11 (3 Wo.)UK | US3 (16 Wo.)US | R&B2 (4 Wo.)R&B | Erstveröffentlichung: 23. August 2019                                       |
| 2021 | Roadrunner: New Light, New Machine | AT55 (1 Wo.)AT | CH92 (1 Wo.)CH | UK24 (1 Wo.)UK | US11 (2 Wo.)US | R&B6 (1 Wo.)R&B | Erstveröffentlichung: 9. April 2021                                         |
| 2022 | The Family                         | — | — | UK98 (1 Wo.)UK | US15 (1 Wo.)US | R&B7 (1 Wo.)R&B | Erstveröffentlichung: 17. November 2022                                     |
| 2022 | TM                                 | — | — | — | US100 (1 Wo.)US | R&B43 (1 Wo.)R&B | Erstveröffentlichung: 18. November 2022                                     |

Mixtapes
- 2016: All-American Trash

### Singles
| Jahr | Titel Album    | Höchstplatzierung, Gesamtwochen, AuszeichnungChartplatzierungen (Jahr, Titel, Album, Platzierungen, Wochen, Auszeichnungen, Anmerkungen) | Höchstplatzierung, Gesamtwochen, AuszeichnungChartplatzierungen (Jahr, Titel, Album, Platzierungen, Wochen, Auszeichnungen, Anmerkungen) | Höchstplatzierung, Gesamtwochen, AuszeichnungChartplatzierungen (Jahr, Titel, Album, Platzierungen, Wochen, Auszeichnungen, Anmerkungen) | Höchstplatzierung, Gesamtwochen, AuszeichnungChartplatzierungen (Jahr, Titel, Album, Platzierungen, Wochen, Auszeichnungen, Anmerkungen) | Anmerkungen                             |
| Jahr | Titel Album    | AT | UK | US | R&B | Anmerkungen                             |
| ---- | -------------- | --- | --- | --- | --- | --------------------------------------- |
| 2019 | No Halo Ginger | — | UK76 (1 Wo.)UK | — | — | Erstveröffentlichung: 21. August 2019   |
| 2019 | Sugar Ginger   | — | UK58 Gold · (9 Wo.)UK | US66 ×2Doppelplatin · (9 Wo.)US | R&B31 (8 Wo.)R&B | Erstveröffentlichung: 19. November 2019 |

Weitere Singles
- 2015: Bet I
- 2015: Hero
- 2015: Dirt
- 2017: Cannon
- 2017: Face (US: Gold)
- 2017: Head
- 2017: Gold (US: Gold)
- 2017: Gummy
- 2017: Swamp
- 2017: Junky
- 2017: Sweet (US: Gold)
- 2017: Boogie
- 2017: Stains
- 2017: Bleach (UK: Silber, US: Gold)
- 2018: 1999 Wildfire
- 2018: 1998 Truman
- 2018: 1997 Diana
- 2019: I Been Born Again
- 2019: If You Pray Right
- 2021: Buzzcut (feat. Danny Brown)

## Auszeichnungen für Musikverkäufe
| Goldene Schallplatte - Dänemark - 2022: für die Single Sugar - Neuseeland - 2022: für das Album Saturation II - 2022: für das Album Saturation III - Polen - 2021: für die Single Sugar - Portugal - 2022: für die Single Sugar | Platin-Schallplatte - Australien - 2020: für die Single Sugar - Kanada - 2020: für die Single Sugar - Neuseeland - 2025: für das Album Ginger 3× Platin-Schallplatte - Neuseeland - 2024: für die Single Sugar |

Anmerkung: Auszeichnungen in Ländern aus den Charttabellen bzw. Chartboxen sind in ebendiesen zu finden.
| Land/RegionAuszeichnungen für Musikverkäufe (Land/Region, Auszeichnungen, Verkäufe, Quellen) | Silber  | Gold       | Platin     | Verkäufe  | Quellen              |
| -------------------------------------------------------------------------------------------- | ------- | ---------- | ---------- | --------- | -------------------- |
| Australien (ARIA)                                                                            | —       | —          | Platin1    | 70.000    | aria.com.au          |
| Dänemark (IFPI)                                                                              | —       | Gold1      | —          | 45.000    | ifpi.dk              |
| Kanada (MC)                                                                                  | —       | —          | Platin1    | 80.000    | musiccanada.com      |
| Neuseeland (RMNZ)                                                                            | —       | 2× Gold2   | 4× Platin4 | 120.000   | radioscope.co.nz NZ2 |
| Polen (ZPAV)                                                                                 | —       | Gold1      | —          | 10.000    | olis.pl              |
| Portugal (AFP)                                                                               | —       | Gold1      | —          | 5.000     | Einzelnachweise      |
| Vereinigte Staaten (RIAA)                                                                    | —       | 4× Gold4   | 2× Platin2 | 4.000.000 | riaa.com             |
| Vereinigtes Königreich (BPI)                                                                 | Silber1 | Gold1      | —          | 600.000   | bpi.co.uk            |
| Insgesamt                                                                                    | Silber1 | 10× Gold10 | 8× Platin8 |           |                      |

## Filmografie
- 2017: American Boyband (TV-Serie, 8 Episoden)
- 2017: Billy Star (Kurzfilm)
- 2017: Helmet Boy (TV-Miniserie)